# Orquesta Sinfónica Simón Bolívar
La Orquesta Sinfónica Simón Bolívar (OSSB) es una de las orquestas más importantes de Venezuela y Latinoamérica nominada en numerosas ocasiones a los premios Grammy. Fue creada el 12 de febrero de 1975 por el maestro José Antonio Abreu, y cuenta con muchos instrumentistas de alto nivel, entre los que destacan los violinistas, Jesús Hernández, el cual fue concertino titular por más de 30 años, y el actual concertino de la orquesta, Ramón Román; entre otros.  
La orquesta es "el producto más acabado" del Sistema de Orquestas Juveniles de Venezuela fundado por el maestro Abreu en 1975. Los integrantes de la orquesta provienen de diversas partes de Venezuela y se considera que son los mejores de cada una de las orquestas locales. Muchos de sus miembros han recibido apoyos para estudiar en prestigiosas escuelas y conservatorios alrededor del mundo. Ha trabajado con directores e intérpretes reconocidos mundialmente, y ha recorrido Europa, Asia y América en varias giras, recibiendo buenas críticas.
Fue una de las orquestas favoritas del director mexicano Eduardo Mata. Grabaron juntos una serie de discos de música latinoamericana, que incluye obras de Villa-Lobos, Ginastera, Carlos Chávez y Antonio Estévez. 
La orquesta, que ha recibido el apoyo de todos los gobiernos venezolanos, ha sido exitosa gracias a la labor incansable del maestro Abreu, quien ha logrado el reconocimiento internacional a su trabajo, al extremo que en muchos países quieren replicar la fórmula creada por él. 
La OSSB y su director artístico Gustavo Dudamel son artistas exclusivos de Deutsche Grammophon, sello con el que han grabado la Quinta sinfonía y Séptima sinfonía de Beethoven, y la Quinta sinfonía de Mahler; el exitoso álbum Fiesta, con obras de compositores latinoamericanos, y el álbum de Chaikovski, presentando la Quinta sinfonía y Francesca da Rimini.

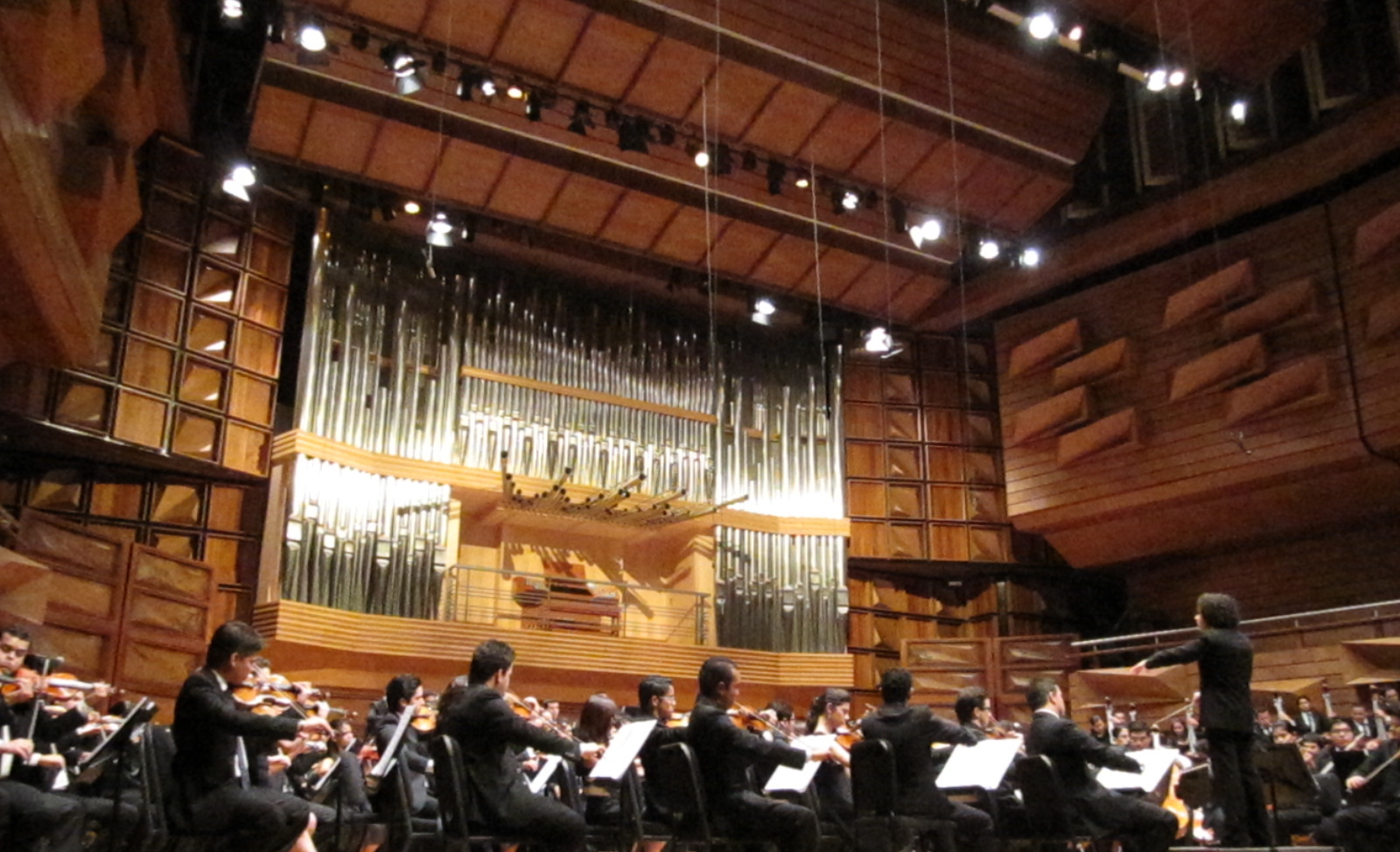
Gustavo Dudamel en concierto en el Centro Nacional de Acción Social para la Música en Caracas.

Hoy funciona en el Centro Latinoamericano de Acción Social, estructura diseñada para la docencia y difusión musical. Tiene diversos espacios distribuidos en áreas de instrucción musical, salas de ensayo instrumental y de práctica coral, biblioteca, salas de conciertos incluyendo la gran Sala Simón Bolívar con un aforo de 1100 espectadores y que posee un gran órgano tubular donado por la Fundación Polar, teatro, salas de música de cámara y una concha acústica al aire libre, en la zona sur del edificio que forma parte del Parque Los Caobos, así como talleres de fabricación de instrumentos musicales, un espacio para el Centro Nacional Audiovisual de Música Inocente Carreño (CNAMIC), cabinas de grabación, camerinos, cafeterías, servicios administrativos y sanitarios. Además, cuenta con equipos especiales como sistema mecánico teatral, iluminación profesional, sistemas de sonido y video y servidores y redes con conexión nacional e internacional. Es la sede permanente de la Orquesta Sinfónica Simón Bolívar.
Entre agosto y septiembre de 2015 los músicos de El Sistema incluyendo la OSSB protagonizaron en Milán (Italia) una exitosa temporada de conciertos y opera en el teatro La Scala y otros escenarios bajo la figura de residencia artística sin precedentes para una agrupación similar. También participaron la Sinfónica Juvenil de Caracas, la Sinfónica Juvenil Teresa Carreño de Venezuela, la Sinfónica Nacional Infantil, el Coro de Manos Blancas y el Ensamble Lara Somos.